# Marjan Szwed
Marjan Wasylowycz Szwed, ukr. Мар’ян Васильович Швед (ur. 16 lipca 1997 w Mikołajowie, obwodzie lwowskim, Ukraina) – ukraiński piłkarz, grający na pozycji napastnika.

## Kariera piłkarska

### Kariera klubowa
Wychowanek klubu Karpaty Lwów, barwy którego bronił w juniorskich mistrzostwach Ukrainy (DJuFL). Pierwszy trener Wasyl Łeśkiw. Karierę piłkarską rozpoczął 1 marca 2015 w podstawowym składzie Karpat Lwów w meczu z Metałurhiem Donieck. 4 sierpnia 2014 podpisał 5-letni kontrakt z Sevilla FC. 30 sierpnia 2017 wrócił do Karpat Lwów. 31 stycznia 2019 podpisał kontrakt z Celticem, jednak pozostał w Karpatach na zasadach wypożyczenia. W 2020 został zawodnikiem KV Mechelen.

### Kariera reprezentacyjna
Występował w juniorskich reprezentacjach U-16 i U-19. Od 2016 bronił barw młodzieżowej reprezentacji Ukrainy. 20 listopada 2018 zadebiutował w narodowej reprezentacji w meczu towarzyskim z Turcją.

## Sukcesy i odznaczenia

### Sukcesy klubowe
Karpaty Lwów
- brązowy medalista Juniorskich Mistrzostw Ukrainy U-19: 2014